# Tübatulabal
Tübatulabal.- /domorodačko ime u značenju "a people that go to the forest to gather tubat (piñon nuts)"/ Polusjedilački šošonski narod u gornjem dijelu doline rijeke Kern u Kaliforniji. Tübatulabal isu podijeljeni na tri različite skupine, od kojih svaka govori drugačijim Tübatulabal-jezikom, to sau: Bankalachi (Toloim), Palagewan i Tübatulabal (Pahkanapil).  Jezici ovih tri bandi čine posebnu skupinu unutar šoonske grane uto-astečkih jezika. Svaka banda je samostalna i ima vlastitog poglavicu (timiwal) i svoja vlastita sela. Bankalachi sa zapadnih obronaka Greenhorn Mountainsa, prema E. W. Voegelin (1938.) imali su svega 3 sela, to su: Holit, Pashgeshtap i Tcuhkayl. Banda Tübatulabal je po istom izvoru imala 11 sela: Hahalam, Kolokum, Omomíp, Padazhap, Tcebunun, Tushpan, Umubílap, Uupulap, Yítiyamup, Yowolup, i selo nepoznatog imena na South Fork of Kern Rivera. 
Tübatulabal kultura tipična je kalifornijskom području, sakupljanje žira od šest različitih vrsta hrastova i piñon-orahe (koje zovu tubat). Sakupljanje žira dolazilo je u vrijeme kasne jeseni na istočnim obroncima Sierra Nevade. Tübatulabali dan započinju jedenjem mesa i kaše od žira. Hrastov žir čini 40% hrane ili 1,000 funti, odnosno 453 kilograma godišnje po obitelji. Žir je za upotrebu spreman nakon što se naročitim postupkom močenja i sušenja izgubi tanin, čime se gubi gorak okus. Važan je bio i ribolov za koji su Indijanci odlazili na planinske potoke i rijeke. Od većih životinja hvatali su jelena, medvjeda, planinsku ovcu, pumu i antilopu.  
Rana populacija iznosila je oko 1,000 (1700), pojavom zlatne groznice i dolaska kopača zlata sredinom 19. stoljeća broj im počinje opadati, pa je 1855. iznosio tek 228. Najniža populacija iznosi im 1972, svega 50. Godine 2000 ima ih oko 100 ,od čega većina na rezervatu Tule River. 

## Vanjske poveznice
- The Tubatulabal
- Tubatulabal  Arhivirana inačica izvorne stranice od 29. lipnja 2006. (Wayback Machine)